# Yannick Nézet-Séguin

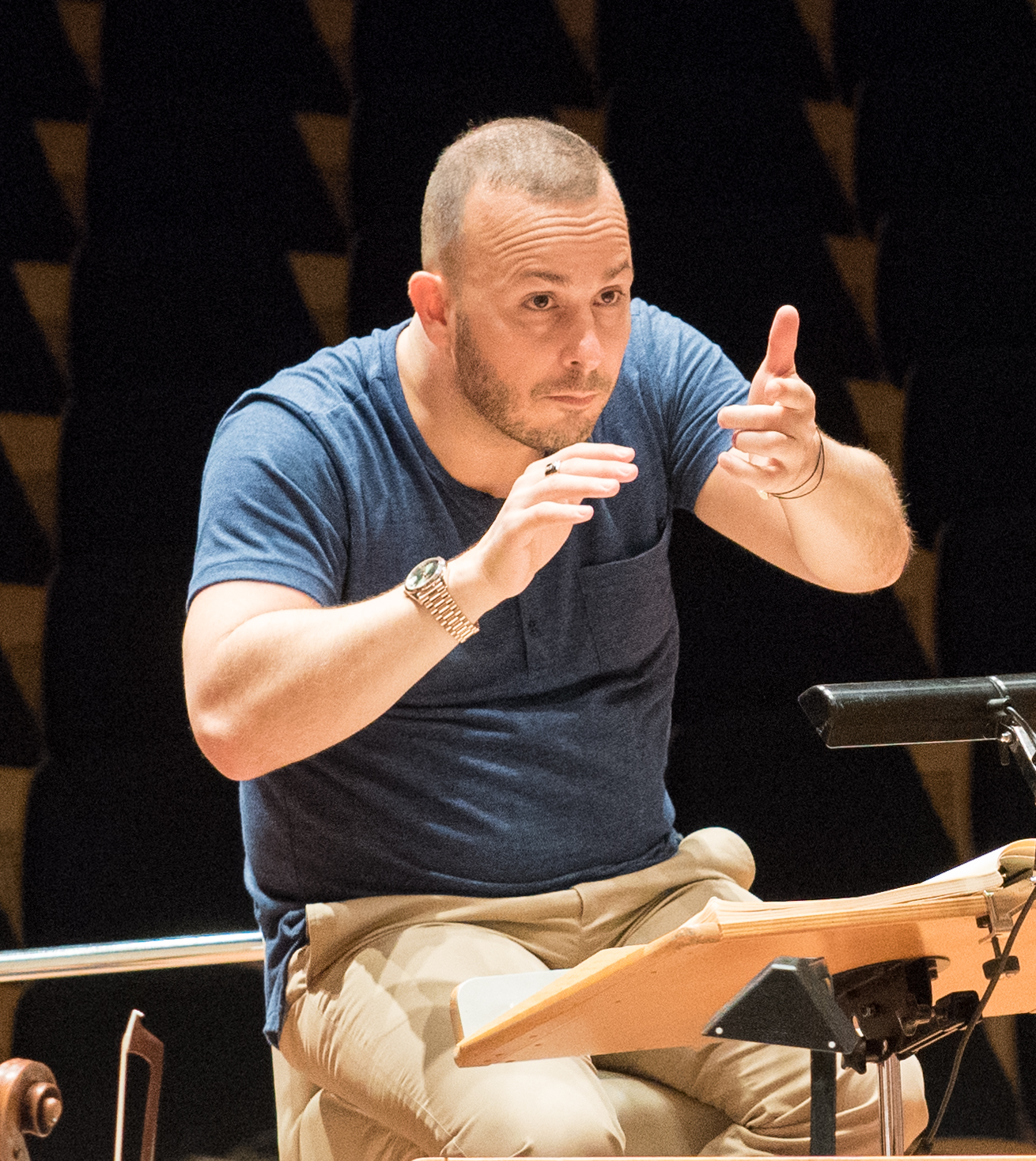
Nézet-Séguin, 2018

Yannick Nézet-Séguin (* 6. März 1975 in Montreal) ist ein kanadischer Dirigent und Pianist. Er ist Musikdirektor der Metropolitan Opera in New York, des Philadelphia Orchestra und des kanadischen Orchestre Métropolitain.

## Leben und Werk
Yannick Nézet-Séguin wurde als Sohn von Claudine Nézet und Serge Séguin geboren. Im Alter von fünf Jahren erhielt er seinen ersten Klavierunterricht; mit neun Jahren wurde er Mitglied des Vokalensembles Chœur Polyphonique de Montréal. 1995 begann er ein Studium am Conservatoire de musique du Québec in den Fächern Klavier, Komposition und Dirigieren. Parallel dazu war er am Westminster Choir College in Princeton Schüler von Joseph Flummerfelt und Hermann Max. Ab 1997 wurde er zusätzlich von Carlo Maria Giulini unterrichtet. Giulini wurde zur „künstlerische[n] Vaterfigur“ Nézet-Séguins und hatte einen prägenden Einfluss auf seine weitere berufliche Entwicklung.
Seit 2000 ist Nézet-Séguin Künstlerischer Leiter und Chefdirigent des kanadischen Orchestre Métropolitain, eine Position, für die er 2019 einen Vertrag auf Lebenszeit unterschrieb. Nach Gastauftritten beim Rotterdams Philharmonisch Orkest wirkte er dort von 2008 bis 2018 ebenfalls als Chefdirigent, seit 2018 ist er Ehrendirigent. Im März 2007 arbeitete er erstmals mit dem London Philharmonic Orchestra zusammen und war von 2008 bis 2014 dessen gewählter erster Gastdirigent.

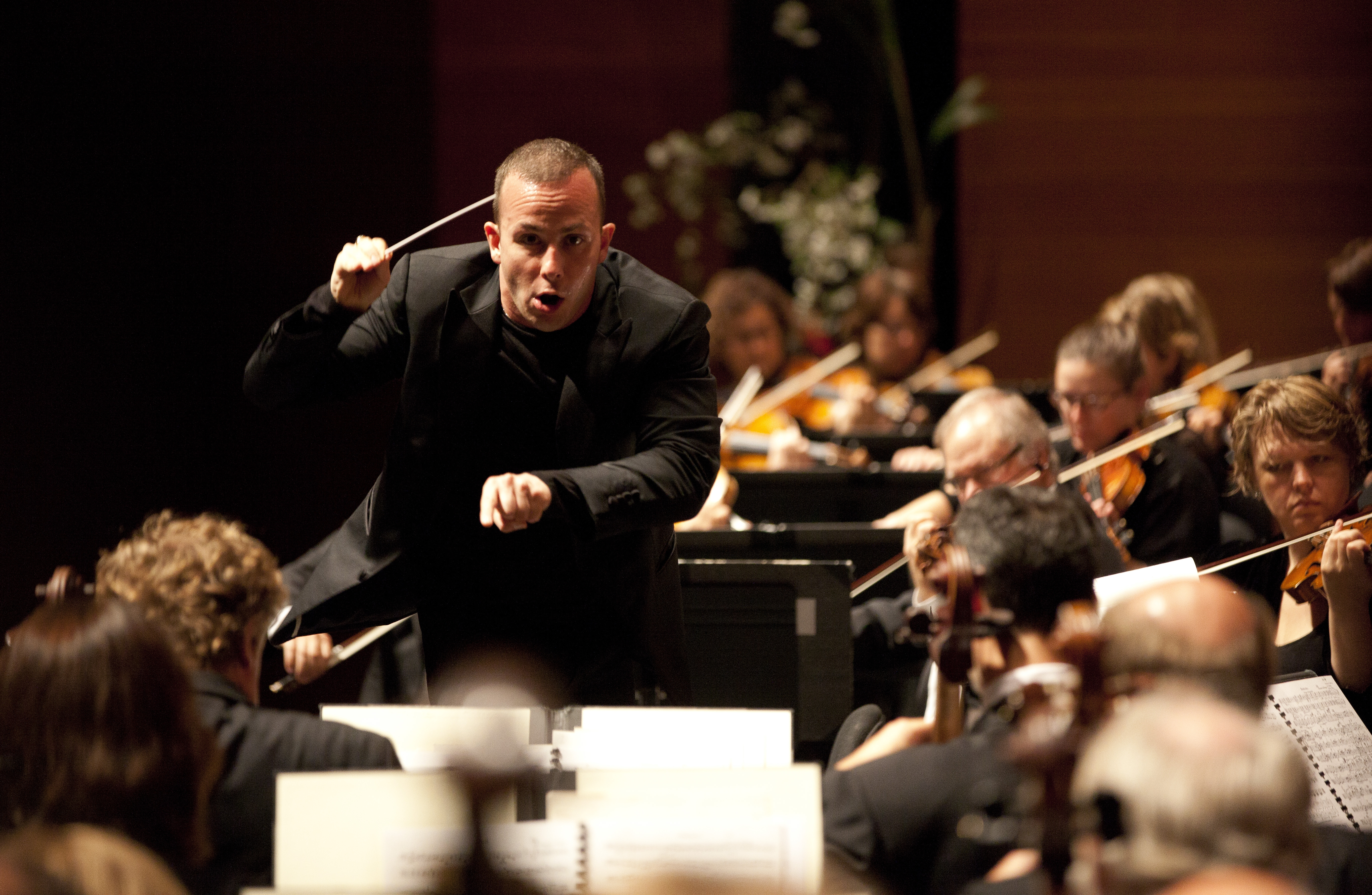
Nézet-Séguin mit dem Rotterdam Philharmonic Orchestra (2011)

Internationales Aufsehen erregte Nézet-Séguins Debüt bei den Salzburger Festspielen 2008 mit Roméo et Juliette von Charles Gounod. Seither dirigiert er regelmäßig die wichtigsten Orchester, „von den Berliner Philharmonikern bis zum Chicago Symphony Orchestra“ und gastiert an den bedeutendsten Konzerthäusern, „von der Mailänder Scala bis zur Londoner Covent Garden Opera“.
Nézet-Séguin ist seit 2012 Musikdirektor des renommierten Philadelphia Orchestra, nachdem er dort bereits seit der Spielzeit 2010/11 als designierter Musikdirektor tätig war. Sein Vertrag wurde 2015 bis ins Jahr 2022, im Jahr darauf bis 2026 und im Februar 2023 bis ins Jahr 2030 verlängert.
Das Konzerthaus Dortmund war ab Herbst 2013 Nézet-Séguins „europäische[r] Fixpunkt“. Während drei Spielzeiten war er als Exklusivkünstler für die Reihe The Yannick Experience verpflichtet.
Im September 2018 wurde er zusätzlich Musikdirektor der Metropolitan Opera, die sich von ihrem Chefdirigenten James Levine vorzeitig getrennt hatte. An der „künstlerischen Planung des Opernhauses“ ist er seit dem Frühjahr 2016 beteiligt. Sein Vertrag als Musikdirektor der Met wurde im August 2024 um weitere sechs Jahre bis 2030 verlängert.
Sein Lebenspartner ist der Bratschist und Chorleiter Pierre Tourville, mit dem er seit 2021 verheiratet ist. Nézet-Séguin „lebt in Montreal, Philadelphia und Rotterdam“ und ab 2016 „auch in New York“.
Anfang 2025 wurde bekannt gegeben, dass er das Neujahrskonzert der Wiener Philharmoniker 2026 leiten soll.

## Auszeichnungen
- 2008: Royal Philharmonic Society Award in der Kategorie Young Artists[22]
- 2011: Prix Denise-Pelletier (höchste zu vergebende kulturelle Auszeichnung der Stadt Québec)[23]
- 2011: Ehrendoktor der Université du Québec à Montréal[24]
- 2012:  Order of Canada, Companion
- 2014: ECHO Klassik in der Kategorie Dirigent des Jahres[25]
- 2014: Ehrendoktor des Curtis Institute of Music[26]
- 2015: Ehrendoktor des Westminster Choir College der Rider University in Princeton, New Jersey[27]
- 2016: Artist of the Year der US-amerikanischen Zeitschrift Musical America Worldwide[28]
- 2017: Ehrendoktor der McGill University, Schulich School of Music[29]
- 2018: Rheingau Musikpreis[30]
- 2022: Grammy in der Kategorie “Best Orchestral Performance” für Florence Price: Sinfonien Nr. 1 und 3. Deutsche Grammophon[31]
- 2022: Mitglied der American Philosophical Society